# علی نمر
علی نمر(زاده دسامبر ۱۹۹۴) با نام کامل علی محمد باقر النمر یک جوان شیعی عربستانی است که ۲۲ ساله است و در سال ۲۰۱۵ به اعدام محکوم شده است. شیخ نمر روحانی بلندپایه شیعی عربستان که در دومین روز سال ۲۰۱۶ اعدام شد عموی علی نمر می‌باشد.
جرم علی نمر شرکت در اعتراضات بهار عربی علیه حکومت آل سعود است. وی در زمان دستگیری ۱۷ ساله بوده و الان ۵ سال است در زندان به سر می‌برد. او تا ماه اسفند سال ۱۳۹۵ هجری خورشیدی همچنان در صف اعدام است.